# Jim Peterik
Jim Peterik, pseudonimo di James Michael Peterik (Berwyn, 11 novembre 1950), è un musicista statunitense.
È inoltre autore di hit di grande successo.
Jim è meglio conosciuto come cofondatore dei Survivor e come cantante e autore del brano Vehicle dei The Ides of March. È stato anche coautore del brano Eye of the Tiger per la colonna sonora di Rocky III.
Durante la sua carriera ha collaborato con artisti come Lynyrd Skynyrd, Sammy Hagar, REO Speedwagon e altri.
Attualmente è il chitarrista e tastierista della sua nuova band, i Pride of Lions.

## Biografia

### Ides of March
Peterik iniziò la carriera nel 1964 con dei compagni di scuola.
Le più grandi hit degli Ides of March furono Vehicle, You Wouldn't Listen e L.A. Goodbye.

### Survivor
Peterik formò poi i Survivor nel 1978.
Il brano Eye of the Tiger per la colonna sonora di Rocky III gli valsero 6 settimane al numero 1 della classifica Billboard Hot 100, doppio disco di platino, Grammy Award e una nomination per gli Academy Awards.
Dal successivo album del 1984 Vital Signs, furono estratte le seguenti top 10 hits: High on You (numero 8), The Search Is Over (numero 4), I Can't Hold Back (numero 13).
Nel 1985, Peterik collaborò anche alla colonna sonora di Rocky IV, con Burning Heart, altra hit (numero 2) per i Survivor, e, successivamente il singolo Is This Love (numero 9). Dopo il 1988 i Survivor si sciolsero dopo Too Hot to Sleep.
Due canzoni di Peterik compaiono contemporaneamente nei film di Stallone: Eye of the Tiger dei Survivor in Rocky III e Vehicle degli Ides of March in Sorvegliato speciale.

### Anni 2000
Nel 2003, fondò i Pride of Lions con Toby Hitchcock.
Peterik continua a suonare con gli Ides of March.
Il suo ultimo CD solista, Above the Storm, fu pubblicato nel 2006.
Jim ha suonato ai West Australian Music Industry Awards con lo shredder Michael Angelo Batio nel 2005.

## Discografia

### Solista
- Don't Fight the Feeling (1976)
- Above the Storm (2006)

### Survivor

#### Album in studio
- 1979 - Survivor
- 1980 - Premonition
- 1982 - Eye of the Tiger
- 1983 - Caught in the Game
- 1984 - Vital Signs
- 1987 - When Seconds Count
- 1988 - Too Hot to Sleep
- 1990 - Greatest Hits
- 1993 - Greatest Hits 2
- 1999 - Empires (Jimi Jamison's Survivor)
- 2006 - Reach

#### Singoli
| Anno | Canzone                          | US Hot 100 | US MSR | US A.C. | UK singoli | Album                                            |
| ---- | -------------------------------- | ---------- | ------ | ------- | ---------- | ------------------------------------------------ |
| 1980 | Somewhere in America             | 70         | -      | -       | -          | Survivor                                         |
| 1980 | Rebel Girl                       | 103        | -      | -       | -          | Non-album single                                 |
| 1981 | Poor Man's Son                   | 33         | -      | -       | -          | Premonition                                      |
| 1982 | Summer Nights                    | 62         | -      | -       | -          | Premonition                                      |
| 1982 | Eye of the Tiger                 | 1          | 1      | 27      | 1          | Eye of the Tiger/Rocky III                       |
| 1982 | American Heartbeat               | 17         | -      | -       | -          | Eye of the Tiger                                 |
| 1982 | The One That Really Matters      | 74         | -      | -       | -          | Eye of the Tiger                                 |
| 1983 | Caught in the Game               | 77         | 16     | -       | -          | Caught in the Game                               |
| 1984 | The Moment of Truth              | 64         | -      | -       | -          | Per vincere domani - The Karate Kid soundtrack   |
| 1984 | I Can't Hold Back                | 13         | 1      | -       | 80         | Vital Signs                                      |
| 1985 | High on You                      | 8          | 8      | -       | -          | Vital Signs                                      |
| 1985 | The Search Is Over               | 4          | -      | 1       | -          | Vital Signs                                      |
| 1985 | First Night                      | 53         | -      | -       | -          | Vital Signs                                      |
| 1985 | Burning Heart                    | 2          | 11     | -       | 5          | Rocky IV (colonna sonora)                        |
| 1986 | Is This Love                     | 9          | 27     | 25      | -          | When Seconds Count                               |
| 1987 | How Much Love                    | 51         | -      | -       | -          | When Seconds Count                               |
| 1987 | Man Against the World            | 86         | -      | -       | -          | When Seconds Count                               |
| 1988 | Didn't Know it Was Love          | 61         | 40     | -       | -          | Too Hot to Sleep                                 |
| 1989 | Across the Miles                 | 74         | -      | 16      | -          | Too Hot To Sleep                                 |
| 2007 | Eye of the Tiger (2007 re-entry) | -          | -      | -       | 47         | Eye of the Tiger/Rocky III e Rocky IV soundtrack |

### Jim Peterik and The World Stage
- Jim Peterik and The World Stage (2000)
- Rock America: Smash Hits Live (2002)

### Kelly Keagy
- Time Passes (2001)

### Pride of Lions
- Pride of Lions (2003)
- The Destiny Stone (2004)
- Live in Belgium (2006)
- The Roaring of Dreams (2007)
- Immortal (2012)